# Choeroichthys latispinosus
Choeroichthys latispinosus es una especie de pez de la familia Syngnathidae en el orden de los Syngnathiformes.

## Hábitat
Es un pez  de mar y de clima tropical y asociado a los arrecifes de coral que vive hasta los 8 metros de profundidad.

## Distribución geográfica
Se encuentra en la isla de South Murion (Australia Occidental).